# 文世一
文 世一（ムン セイル、朝: 문세일, 1958年7月30日 - ）は、日本の経済学者。京都大学大学院経済学研究科教授。学位は工学博士（京都大学、1988年）、博士（経済学）（京都大学、2006年）。大阪府大阪市生野区生まれ。朝鮮籍。都市経済学、交通経済学などを専門とする。

## 略歴
- 1977年 神戸朝鮮高級学校卒業[1]
- 1981年 立命館大学理工学部土木工学科卒業
- 1983年 立命館大学大学院理工学研究科土木工学専攻修士課程修了
- 1988年 京都大学大学院工学研究科土木工学専攻博士課程修了
- 1989年 東北大学応用情報学研究センター助手
- 1991年 ウォータールー大学（カナダ）客員研究員
- 1993年 東北大学大学院情報科学研究科助教授
- 1999年 京都大学大学院経済学研究科助教授
- 2006年 京都大学大学院経済学研究科教授

## 著作
著書
- 『都市経済学の基礎』（佐々木公明との共著、有斐閣、2000年）
- 『交通混雑の理論と政策―時間・都市空間・ネットワーク』（東洋経済新報社、2005年）

論文
- “An Empirical Analysis of Office Rent and Agglomeration Economy: A Case Study of Toronto,” Journal of Regional Science, vol.35, pp.437‐455, 1995 (with Bruce G. Hutchinson). doi:10.1111/j.1467-9787.1995.tb01413.x
- “Transport Network and System of Cities,” Journal of Urban Economics, vol.42, pp.205‐221, 1997. doi:10.1006/juec.1996.2021
- “Peak-load Pricing of a Bottleneck with Traffic Jam,” Journal of Urban Economics, vol.46, pp.323‐349, 1999. doi:10.1006/juec.1998.2125